# الکساندر دامچف
الکساندر دامچف (روسی: Александр Андреевич Думчев؛ زادهٔ ۲۷ اکتبر ۱۹۶۱) قایقران روئینگ اهل اتحاد جماهیر شوروی سوسیالیستی است.